# Verrallina nigrotarsis
Verrallina nigrotarsis är en tvåvingeart som först beskrevs av Frank Ludlow 1908.  Verrallina nigrotarsis ingår i släktet Verrallina och familjen stickmyggor.
Artens utbredningsområde är Filippinerna. Inga underarter finns listade i Catalogue of Life.